# I Governo Provisório de Portugal
O I Governo Provisório foi um governo de Portugal que tomou posse a 16 de maio de 1974, menos de um mês após o 25 de Abril de 1974, presidido por um democrata moderado, o advogado Adelino da Palma Carlos. Integrando representantes das principais forças políticas da oposição — da esfera comunista à democrata liberal — mas dominado nas suas pastas-chave, pelos representantes ligados à área socialista, este governo viria a ser presa da sua própria heterogeneidade ideológica, espelho de uma dinâmica que se afirmava de forma crescente no seio da sociedade portuguesa e que viria a precipitar a queda deste governo em julho de 1974.
O programa do I Governo Provisório constitui hoje um documento de referência que deixa transparecer as esperanças e os anseios de um país que voltava a acreditar em si próprio, permitindo avaliar as principais linhas de rumo seguidas pelo Portugal do pós-25 de Abril, na busca de uma sociedade nova, mais justa para todos os portugueses.
O Governo caiu menos de dois meses depois, a 11 de julho de 1974, na sequência de uma proposta apresentada pelo primeiro-ministro de realização em outubro de 1974 das eleições presidenciais e, simultaneamente, de um referendo a uma Constituição provisória. As presidenciais ocorreriam, portanto, antes das eleições constituintes, relegando estas últimas para finais de 1976. Tal proposta, que viria a ser chamada "Plano Palma Carlos" ou mesmo "Golpe Palma Carlos", contrariava o Programa do MFA e constituía uma forma de reforçar o poder do presidente da República António de Spínola.
A proposta viria a ser rejeitada por quase todo o espectro político, incluindo o Conselho de Estado. Palma Carlos pediria, então, a sua demissão.

## Composição
A sua constituição era a seguinte:
Legenda de cores

### Ministros
| Cargo                                        | Detentor | Detentor                               | Detentor                                 | Período                                  |
| -------------------------------------------- | -------- | -------------------------------------- | ---------------------------------------- | ---------------------------------------- |
| Primeiro-ministro                            |          | Adelino da Palma Carlos (1905–1992)    |                                          | 16 de maio de 1974 a 17 de julho de 1974 |
| Ministro Adjunto do Primeiro-ministro        |          | Francisco Sá Carneiro (1934–1980)      |                                          | 17 de maio de 1974 a 17 de julho de 1974 |
| Ministro sem pasta                           |          | Francisco Sá Carneiro (1934–1980)      | 16 de maio de 1974 a 17 de julho de 1974 |                                          |
| Ministro sem pasta                           |          | Álvaro Cunhal (1913–2005)              |                                          | 16 de maio de 1974 a 17 de julho de 1974 |
| Ministro sem pasta                           |          | Francisco Pereira de Moura (1925–1998) |                                          | 16 de maio de 1974 a 17 de julho de 1974 |
| Ministro da Defesa Nacional                  |          | Mário Firmino Miguel (1932–1991)       |                                          | 16 de maio de 1974 a 17 de julho de 1974 |
| Ministro da Coordenação Interterritorial     |          | António de Almeida Santos (1926–2016)  |                                          | 16 de maio de 1974 a 17 de julho de 1974 |
| Ministro da Administração Interna            |          | Joaquim Magalhães Mota (1935–2007)     |                                          | 16 de maio de 1974 a 17 de julho de 1974 |
| Ministro da Justiça                          |          | Francisco Salgado Zenha (1923–1993)    |                                          | 16 de maio de 1974 a 17 de julho de 1974 |
| Ministro da Coordenação Económica            |          | Vasco Vieira de Almeida (1932–)        |                                          | 16 de maio de 1974 a 17 de julho de 1974 |
| Ministro dos Negócios Estrangeiros           |          | Mário Soares (1924–2017)               |                                          | 16 de maio de 1974 a 17 de julho de 1974 |
| Ministro do Equipamento Social e do Ambiente |          | Manuel Rocha (1913–1981)               |                                          | 16 de maio de 1974 a 17 de julho de 1974 |
| Ministro da Educação e Cultura               |          | Eduardo Correia (1915–1991)            |                                          | 16 de maio de 1974 a 17 de julho de 1974 |
| Ministro do Trabalho                         |          | Avelino Gonçalves (1939–)              |                                          | 16 de maio de 1974 a 17 de julho de 1974 |
| Ministro dos Assuntos Sociais                |          | Mário Murteira (1933–2013)             |                                          | 16 de maio de 1974 a 17 de julho de 1974 |
| Ministro da Comunicação Social               |          | Raul Rêgo (1913–2002)                  |                                          | 16 de maio de 1974 a 17 de julho de 1974 |

#### Secretários e subsecretários de Estado
| Dependência                                 | Cargo                                                                 | Detentor                    | Período                                   |
| ------------------------------------------- | --------------------------------------------------------------------- | --------------------------- | ----------------------------------------- |
| Ministério da Coordenação Interterritorial  | Secretário de Estado da Administração                                 | Deodato de Azevedo Coutinho | 16 de maio de 1974 a 17 de julho de 1974  |
| Ministério da Coordenação Interterritorial  | Secretário de Estado dos Assuntos Económicos                          | Fernando de Castro Fontes   | 16 de maio de 1974 a 17 de julho de 1974  |
| Ministério da Justiça                       | Subsecretário de Estado da Administração Judiciária                   | Armando Bacelar             | 30 de maio de 1974 a 17 de julho de 1974  |
| Ministério da Coordenação Económica         | Secretário de Estado das Finanças                                     | José da Silva Lopes         | 16 de maio de 1974 a 17 de julho de 1974  |
| Ministério da Coordenação Económica         | Secretário de Estado do Planeamento Económico                         | Vítor Constâncio            | 16 de maio de 1974 a 17 de julho de 1974  |
| Ministério da Coordenação Económica         | Secretário de Estado da Indústria e Energia                           | José Torres Campos          | 16 de maio de 1974 a 17 de julho de 1974  |
| Ministério da Coordenação Económica         | Secretário de Estado da Agricultura                                   | Alfredo Esteves Belo        | 16 de maio de 1974 a 17 de julho de 1974  |
| Ministério da Coordenação Económica         | Secretário de Estado do Comércio Externo e Turismo                    | Nélson Rocha Trigo          | 16 de maio de 1974 a 17 de julho de 1974  |
| Ministério da Coordenação Económica         | Subsecretário de Estado do Orçamento                                  | António da Costa Leal       | 16 de maio de 1974 a 17 de julho de 1974  |
| Ministério da Coordenação Económica         | Subsecretário de Estado do Tesouro                                    | Artur Alves Conde           | 16 de maio de 1974 a 17 de julho de 1974  |
| Ministério do Equipamento Social e Ambiente | Secretário de Estado das Obras Públicas                               | Pedro Nunes                 | 16 de maio de 1974 a 17 de julho de 1974  |
| Ministério do Equipamento Social e Ambiente | Secretário de Estado dos Transportes e Comunicações                   | Manuel Ferreira Lima        | 16 de maio de 1974 a 17 de julho de 1974  |
| Ministério do Equipamento Social e Ambiente | Secretário de Estado da Habitação e Urbanismo                         | Nuno Portas                 | 16 de maio de 1974 a 17 de julho de 1974  |
| Ministério do Equipamento Social e Ambiente | Secretário de Estado do Ambiente                                      | Gonçalo Ribeiro Telles      | 16 de maio de 1974 a 17 de julho de 1974  |
| Ministério do Equipamento Social e Ambiente | Secretário de Estado da Marinha Mercante                              | António Tierno Bagulho      | 27 de maio de 1974 a 17 de julho de 1974  |
| Ministério da Educação e Cultura            | Secretário de Estado da Administração Escolar                         | José M. Prostes da Fonseca  | 27 de maio de 1974 a 17 de julho de 1974  |
| Ministério da Educação e Cultura            | Secretária de Estado dos Assuntos Culturais e Investigação Científica | Maria de Lourdes Belchior   | 27 de maio de 1974 a 17 de julho de 1974  |
| Ministério da Educação e Cultura            | Secretário de Estado dos Desportos e Acção Social Escolar             | António Avelãs Nunes        | 27 de maio de 1974 a 17 de julho de 1974  |
| Ministério da Educação e Cultura            | Secretário de Estado da Reforma Educativa                             | Orlando Pereira de Carvalho | 27 de maio de 1974 a 17 de julho de 1974  |
| Ministério do Trabalho                      | Secretário de Estado da Emigração                                     | António Macedo Varela       | 7 de junho de 1974 a 17 de julho de 1974  |
| Ministério do Trabalho                      | Secretário de Estado do Trabalho                                      | Carlos Carvalhas            | 07 de junho de 1974 a 17 de julho de 1974 |
| Ministério dos Assuntos Sociais             | Secretário de Estado da Saúde                                         | António Galhordas           | 16 de maio de 1974 a 17 de julho de 1974  |
| Ministério dos Assuntos Sociais             | Secretária de Estado da Segurança Social                              | Maria de Lourdes Pintasilgo | 16 de maio de 1974 a 17 de julho de 1974  |